# Tony Leon
Tony Leon (de son vrai nom Anthony James Leon), né le 15 décembre 1956 à Durban, est un avocat et un homme politique d'Afrique du Sud, député depuis 1989, d'abord sous les couleurs du Parti démocratique puis de l'Alliance démocratique à partir de 2004, chef de l'opposition officielle de 1999 à 2007 et président de l'Alliance démocratique de 2000 à 2007. De 2009 à 2012, il est ambassadeur d'Afrique du Sud en Argentine. 

## Biographie

### Débuts
De confession juive et anglophone, il est le fils de Sheila Schulz et de Ramon Leon, un avocat devenu juge. Tony Leon a fait des études de droit à l'Université du Witwatersrand, et exerce la profession d'avocat.
Membre dès 1974 du parti progressiste (Progressive Party), formation opposée au Parti national et à sa doctrine d'apartheid, il commença sa carrière politique en étant élu au conseil municipal de Johannesburg dans les rangs de l'opposition.

### Parlementaire du Parti démocratique
En 1989, il est élu au Parlement sous les couleurs du tout nouveau Parti démocratique (Democratic Party - DP), successeur du Parti progressiste, principalement composé de blancs anglophones et libéraux.
Délégué à la Convention pour une Afrique du Sud démocratique (CODESA) lors des négociations constitutionnelles, Leon sera réélu aux premières élections multiraciales d'avril 1994 gagnées par l'ANC de Nelson Mandela. 
Devenu le leader du DP réduit à quelques dizaines de députés, il doit changer l'image anglophone et libérale du parti pour s'adapter à la nouvelle Afrique du Sud. 
Partisan d'une opposition sans concession, il séduit rapidement les électeurs afrikaners ou conservateurs, déçus par les tergiversations et les compromissions du vieux Parti National, allié à l'ANC dans un gouvernement d'union nationale.

### Leader de l'opposition officielle
Aux élections de 1999, Tony Léon écrase ses rivaux d'oppositions en obtenant plus de 9 % des voix pour son parti alors que s'effondre le Nouveau Parti national de Marthinus van Schalkwyk. 
Devenu le chef de l'opposition officielle au parlement, il attaque sévèrement le gouvernement sur ses carences en matière d'emploi, de pauvreté, de lutte contre le SIDA et surtout de criminalité. Leon transforme son ancien parti libéral en un nouveau parti conservateur multiracial mais principalement blanc. Sa mutation est totale quand il donne publiquement son soutien au rétablissement de la peine de mort alors que l'ancien DP y était hostile.

### Leader de l'Alliance démocratique
En 2000, il impose au NNP une alliance dans un nouveau parti, l'Alliance démocratique (Democratic alliance - DA), dont les gains électoraux sont importants dès les municipales de décembre 2000. Le retrait du NNP de l'alliance n'entame pas la progression électorale de la DA dont il est le chef incontesté. 
Lors des élections générales d'avril 2004, les choix politiques de Tony Leon sont confortés avec la progression électorale de la DA (12 % des suffrages) et la quasi-disparition du NP. Cependant, ces gains s'effectuent au détriment des autres partis d'oppositions et non de l'ANC qui emporte une victoire totale, s'adjugeant le contrôle des 9 provinces et plus des 2/3 des sièges avec ses nouveaux alliés du NNP. 
En avril, Tony Leon se lance dans la bataille toponymique autour du changement contesté du nom de Pretoria, et annonce procédures judiciaires, marches nationales, pétitions et autres nombreuses actions visant à dénoncer et empêcher la décision « idéologique et totalitaire » prise par les élus de l'ANC de changer le nom de la capitale.

### Le retrait
En novembre 2006, il estime sa mission accomplie par rapport aux objectifs qu'il s'est assigné en 1994 de former le plus grand parti d'opposition. Il annonce qu'il ne se représentera pas à la direction de l'Alliance démocratique en mai 2007. Ses opposants internes lui reprochent cependant de ne pas avoir su transformer l'image racialement connoté blanc du parti. Ceux-ci espèrent que son départ favorisera la montée des cadres noirs. 
Helen Zille, maire de la municipalité du Cap lui succède à la tête du parti, après l'avoir emporté contre Joe Seremane (le seul noir membre de la direction du parti), Theuns Botha, leader du parti dans la province du Cap-Occidental et Athol Trollip, le leader du parti dans la province du Cap-Oriental. 
Au parlement, il laisse sa place de chef de groupe parlementaire à Sandra Botha.
En août 2009, Jacob Zuma le nomme au poste d'ambassadeur d'Afrique du Sud en Argentine où vit notamment à Comodoro Rivadavia, une petite minorité de sud-africains de langues afrikaans, descendants des 800 familles Boers qui avaient fui l'Afrique du Sud à la fin de la seconde guerre des Boers pour ne pas vivre sous domination britannique. Pendant son mandat, les exports vers de produits sud-africains vers l'Argentine augmentent de 80%, et le nombre de touristes argentins en Afrique du Sud double durant la même période.
Il quitte ses fonctions en 2012 et devient analyste politique pour plusieurs journaux de la presse sud-africaine. 
Tony Leon figure en 16e position des 100 plus grands sud-africains dans un classement réalisé en 2004.

## Ouvrages
- On the Contrary: Leading the Opposition in a Democratic South Africa, Jonathan Ball Publishing, 2009  (ISBN 978-1868422593)
- The Accidental Ambassador, ed. Picador Africa, 2013

## Vie privée
Il est marié à Michael Even-Zahav depuis 2000,. Il est le frère de Peter Leon, également politicien sud-africain.